# Monna Schoubye
Glady Monna Schoubye (født Nielsen, 18. juni 1907 på Frederiksberg, død 26. august 1976) var en dansk kongelig operasangerinde. 
Hun spillede i 1955 rollen som Sylva Varescu i "Czardasfyrstinden" på Kay Abrahamsens turné.
Monna Schoubye er begravet på Frederiksberg Ældre Kirkegård.